# Монтаж медиаконтента
Монта́ж медиаконте́нта — творческий и технический процесс в кинематографе, на телевидении или звукозаписывающих студиях, позволяющий в результате соединения отдельных фрагментов исходных записей получить единое, композиционно цельное произведение. Аналогичная переработка видеозаписей на телевидении называется словом «видеомонта́ж», однако, во всех отраслях медиа общепринят более короткий термин монта́ж (фр. montage). Монтаж является важнейшей частью кинематографического языка, способной придать повествованию выразительность и внятность минимальными средствами.
Теоретик кинематографа Лев Кулешов в 1917 году написал о монтаже:
Для того, чтобы сделать картину, режиссёр должен скомпоновать отдельные снятые куски, беспорядочные и несвязные, в одно целое и сопоставить отдельные моменты в наиболее выгодной, цельной и ритмической последовательности, так же, как ребёнок составляет из отдельных, разбросанных кубиков с буквами целое слово или фразу.

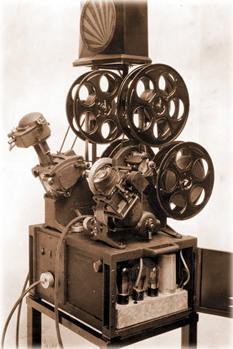
Один из первых звукомонтажных аппаратов для киноплёнки — «Мовиола» (1924)

Кроме межкадрового монтажа, получаемого склеиванием отдельных монтажных кадров в общую последовательность, в кино и на телевидении существует также понятие внутрикадрового монтажа.
Внутрикадровым монтажом называется композиционное построение внутри одного монтажного кадра, объединяющее происходящие в нём действия в единый мизанкадр. Это достигается организацией действия в кадре режиссёром и оператором, и не требует отдельной технологии, необходимой при межкадровом монтаже.

## Технологии монтажа
За время существования кинематографа, телевидения и радио технологии монтажа совершенствовались одновременно с теми отраслями, в которых применялись, и если на заре кино существовал только механический монтаж, то в настоящее время используется, главным образом, электронный.

### Механический и электронный монтаж

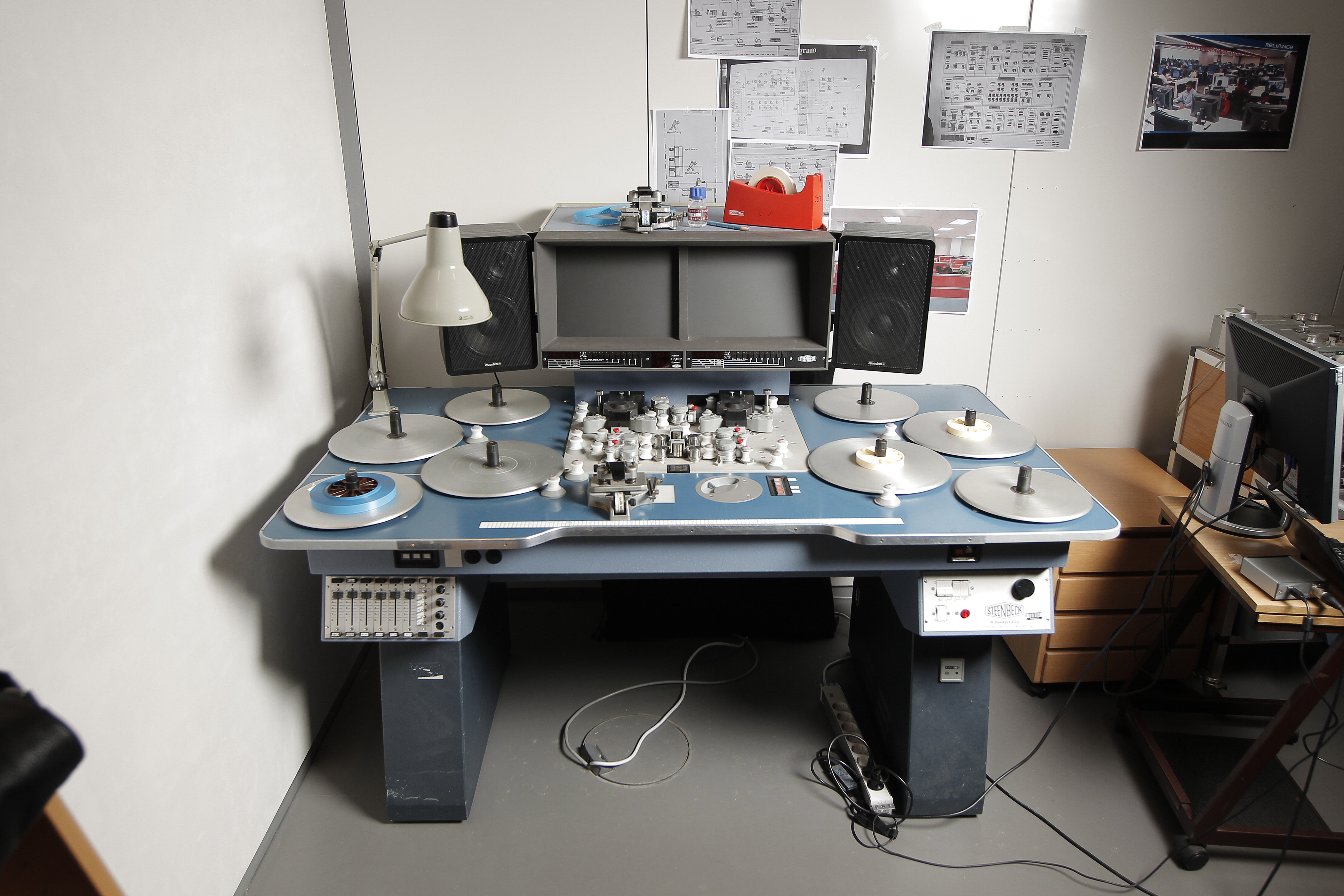
Звукомонтажный стол «Steenbeck» для монтажа и синхронизации изображения и фонограммы на отдельных киноплёнках и магнитных лентах

На заре кинематографа единственным способом создания монтажной последовательности был механический монтаж, то есть физическая склейка отрезков киноплёнки с разными сценами. Таким же образом происходил монтаж оптических и магнитных фонограмм: плёнка разрезалась в нужных местах и затем склеивалась в заданном порядке. До начала XXI века в кинопроизводстве преобладала так называемая «оптическая» технология, основанная на физическом монтаже оригинального негатива. В этом случае разрезку и склейку негативов изображения и фонограммы в соответствии с указаниями режиссёра-постановщика осуществляет монтажёр.
В профессиональном кинематографе сначала монтируются рабочие позитивы изображения и фонограммы, отпечатанные с соответствующих негативов. В случае использования магнитной фонограммы также монтируется её копия. Такой способ позволяет свести повреждения оригиналов к минимуму. После отбора удачных дублей из всего отснятого материала на монтажном столе определяются точные места склеек, в которых позитив разрезается. Затем его отобранные фрагменты при помощи склеечного пресса соединяются в последовательности, соответствующей режиссёрскому сценарию. Общая длина склеенных таким образом роликов должна соответствовать стандартной части фильма. Склеенные позитивы просматриваются и прослушиваются съёмочной группой, а затем используются для дальнейшего монтажа и сведе́ния фонограммы. В случае поправок склеенные части вновь разрезаются и соединяются в другом порядке.
После утверждения фильма на двух плёнках, содержащих отдельно изображение и фонограмму, происходит разрезание и склейка исходных негативов в точном соответствии с футажными номерами, пропечатанными на смонтированных позитивах. Одновременно в цехе звукозаписи с фонограммы перезаписи печатается негатив оптической дорожки фильма. Со склеенного негатива изображения и негатива фонограммы перезаписи печатается монтажная фильмокопия, а после её утверждения — совмещённый интерпозитив («лаванда»), предназначенный для печати дубльнегативов, с которых тиражируются фильмокопии. При съёмке на обращаемую киноплёнку монтируется непосредственно отснятый и проявленный оригинал. Однако, количество склеек, допустимое для негатива, проходящего через кинокопировальный аппарат всего несколько раз, для обращённого позитива, предназначенного для многократной демонстрации, неприемлемо. Поэтому, кинооператоры, снимавшие на обращаемую плёнку на телевидении, а также кинолюбители, были вынуждены проводить съёмку таким образом, чтобы свести последующий монтаж к минимуму.

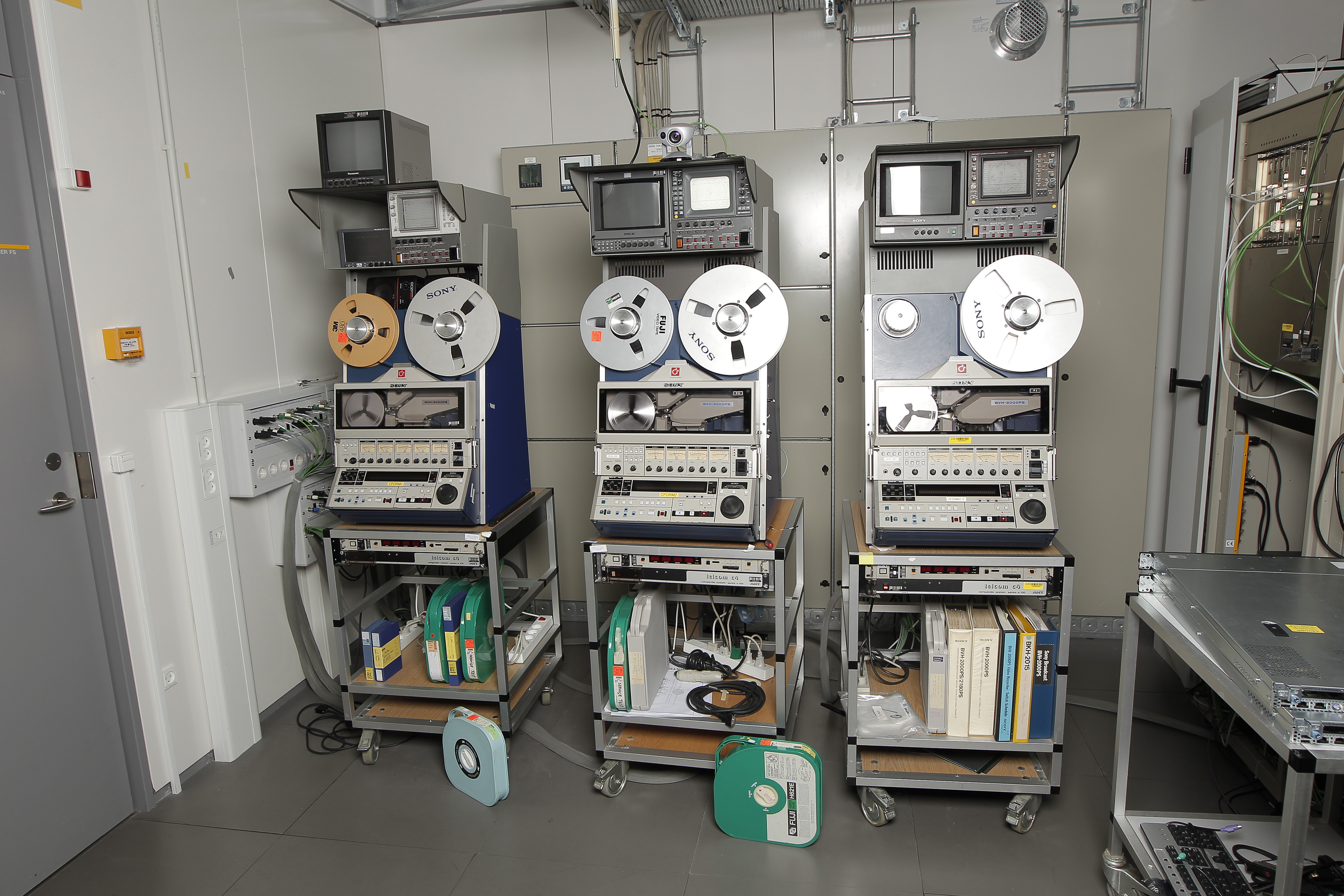
Видеомагнитофоны формата Ц в аппаратной электронного монтажа

С появлением видеомагнитофонов технология не изменилась. Сказывалась громоздкость аппаратуры и сложности с синхронизацией положения магнитофильмов. Дело осложнялось тем, что поперечно-строчная видеозапись должна быть разрезана без нарушения её отдельных строк, и склеена так, чтобы не вызвать сбоев синхронизации видеосигнала. Для этого магнитные дорожки проявлялись специальным порошком, а склейка происходила по шаблону под микроскопом.
Кроме сложности и дороговизны ещё одним недостатком такой техники монтажа была низкая долговечность смонтированных плёнок, терявших прочность в местах склеек. Технические сложности разрезки и склейки магнитной видеозаписи вынуждали так же, как при съёмке на обращаемую киноплёнку, применять предварительный монтаж, когда порядок и длительность сцен тщательно определялись заранее, а многокамерные съёмки записывались непосредственно через видеомикшер. Такие меры позволяли свести количество склеек к минимуму.
Несмотря на недостатки, поперечно-строчная система записи долго оставалась международным стандартом под названием «формат Q». Добавление блоков кадровой памяти позволило осуществлять электронный монтаж без нарушения целостности плёнки.
Развитие новых наклонно-строчных форматов позволило сделать технологии электронного видеомонтажа более удобными, не требующего разрезания и склейки магнитной ленты, с возможностью отсмотра и позиционирование магнитофильма по изображению с точностью до кадра. Электронный монтаж осуществляется перезаписью исходных монтажных кадров на другую магнитную ленту в нужном порядке. Существуют два основных приёма такой перезаписи: «продолжение», когда мастер-аппарат «дописывает» следующий кадр к концу предыдущего, и «вставка», когда фрагмент в середине одного монтажного кадра стирается, а на его место записывается другой. При электронном видеомонтаже технические сложности превосходят механическую склейку: в её момент лентопротяжные механизмы обоих видеомагнитофонов должны работать с высокой степенью синхронности, а барабаны видеоголовок вращаться синхронно и синфазно. Несмотря на недостатки, на телевидении электронный монтаж быстро вытеснил механический, поскольку не требует проявления дорожек и разрезания магнитной ленты. При электронной разновидности монтажа кроме простого стыка двух кадров возможны сложные переходы типа «шторка», «наплыв» и т. д.
Совершенствование электронного монтажа и внедрение в кинопроизводство телевизиров позволили использовать эти технологии для чернового монтажа кинофильмов, укорачивающего монтажно-тонировочный период. Просмотр и монтаж материала кассет видеоконтроля может проводиться в перерывах между съёмками, не дожидаясь проявки киноплёнки. В дальнейшем на основе чернового электронного монтажа осуществляется монтаж рабочего позитива или даже негатива.

### Линейный и нелинейный монтаж

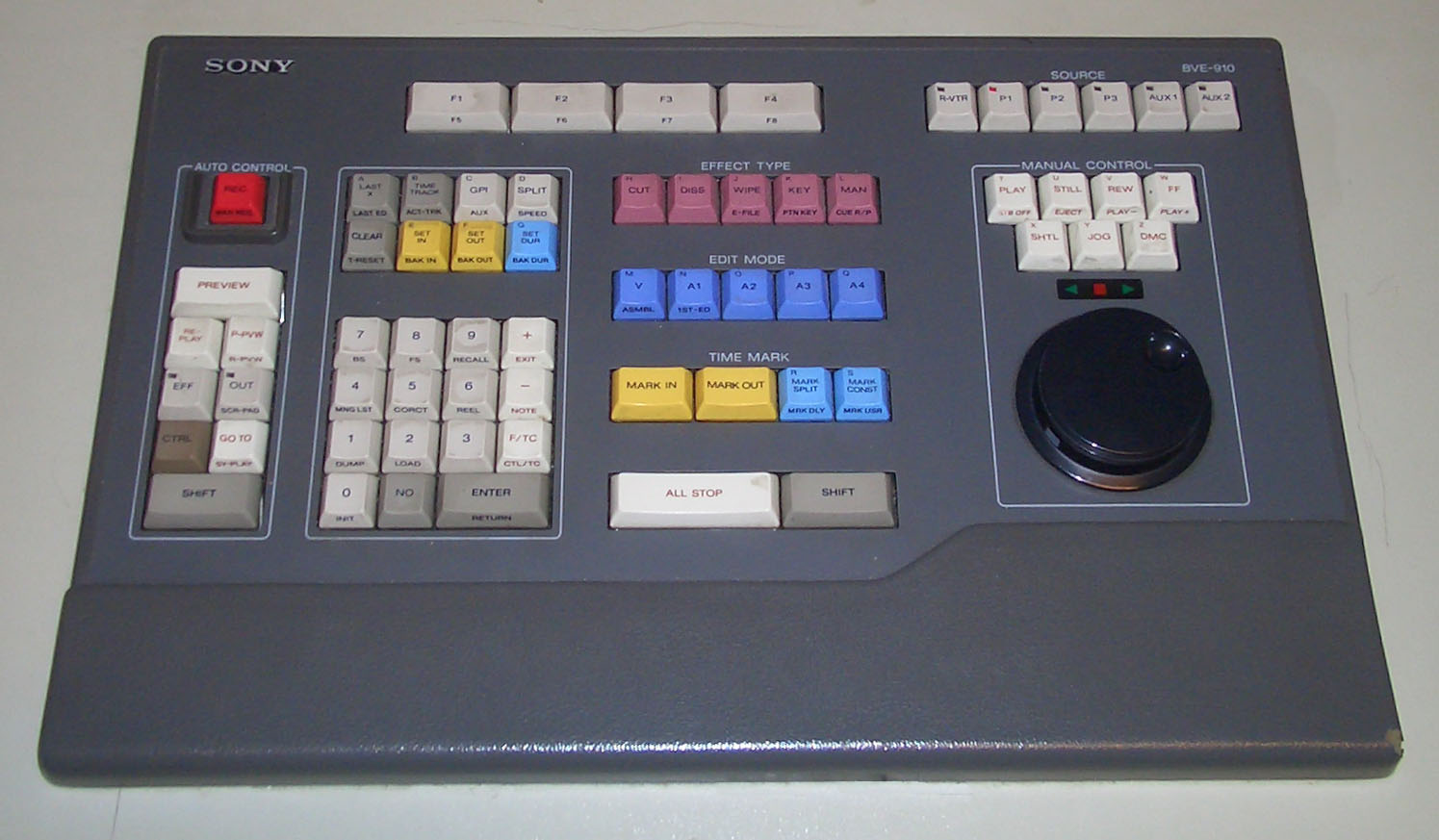
Контроллер линейного монтажа
«Sony BVE-910»

Понятия линейного и нелинейного монтажа относятся только к его электронной разновидности. Исторически первым появился линейный монтаж, предполагающий создание монтажной последовательности перезаписью исходных фрагментов на новый носитель в нужном порядке. При этом каждая склейка предполагает предварительную подгонку монтажных точек обоих исходных кадров, что замедляет процесс из-за перемоток и замены разных видеокассет с нужными фрагментами. Продолжительные монтажные кадры требуют для перезаписи промежутка времени, равного их длительности.
Ещё больше технология усложняется при покадровой точности монтажа, необходимой в профессиональном видеопроизводстве. Для управления видеомагнитофонами в этом случае используется сложный и дорогой контроллер, обеспечивающий точную подгонку монтажных точек, откат магнитных лент для предварительного разгона, синхронизацию механизмов перед осуществлением склейки, которая происходит точно в момент кадрового гасящего импульса. Создание усложнённого монтажного перехода типа «шторки» и «наплыва» невозможно без трёх видеомагнитофонов, два из которых служат источниками, а на третьем «собирается» готовый фильм. Склеиваемые фрагменты при этом должны быть на разных кассетах, и в случае, если первоначально записаны на одной магнитной ленте, требуется копирование одного из них на ещё одну ленту (англ. B-roll), снижающее качество при аналоговой видеозаписи.
Два таких перехода подряд требуют трёх видеомагнитофонов в качестве источников для четвёртого. Синхронизация и управление таким количеством сложных аппаратов крайне затрудняет процесс, вынуждая упрощать монтажные решения. Кроме того, весь смонтированный фильм даже без промежуточного копирования отдельных кадров оказывается копией, а не оригиналом. Именно эта причина служила препятствием для распространения электронного монтажа в аналоговой звукозаписи, особенно чувствительной к потерям качества. При создании сложных трюковых монтажных переходов требуется двух- и трёхкратная перезапись видео. Например, наложение сплошных титров возможно только на уже смонтированный фрагмент, и его включение в итоговый фильм означает двойное копирование. Большинство недостатков многократного копирования при линейном монтаже ушли в прошлое с появлением цифровых видеомагнитофонов.

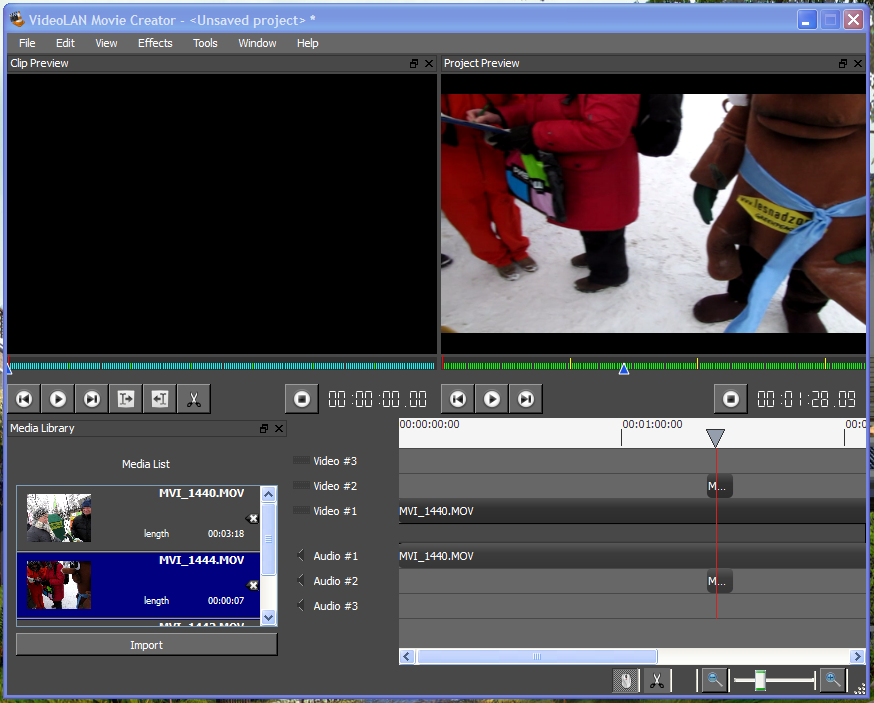
Интерфейс программы нелинейного монтажа. В нижней части отображается лист монтажных решений

На телевидении нелинейный монтаж стал возможен с появлением компьютеров, способных обрабатывать цифровое видео в реальном времени. Технология работает за счёт мгновенного доступа к произвольному месту любого из монтажных кадров, хранящихся в цифровой памяти. Для этого все исходные материалы переводятся на общий жёсткий диск или другой накопитель, и создаётся лист монтажных решений. Последний представляет собой фактически инструкцию для компьютера о последовательности воспроизведения заданных исходных фрагментов в готовом фильме. Последний полностью готов к просмотру уже в момент завершения создания листа монтажных решений. Кроме границ монтажных кадров и их последовательности, лист содержит информацию об изменениях уровней звуковых дорожек и типах монтажных переходов, которые могут быть любой сложности без ограничения их количества. Спецэффекты генерируются непосредственно компьютером, а титры и надписи накладываются на любые части фильма.
Нелинейный монтаж осуществляется при помощи специальных компьютерных приложений, получивших общее название видеоредакторов. Важное достоинство нелинейного монтажа заключается в ненужности полной перезаписи готовой программы для изменения монтажной последовательности, сокращения или удлинения фрагментов. В этом случае достаточно отредактировать лист монтажных решений.
Воспроизведение смонтированного сюжета может быть осуществлено сразу же после создания листа, многократно повышая оперативность новостного вещания. Нелинейный монтаж возможен и на маломощных компьютерах, непригодных для обработки видео в реальном времени. В этом случае новый файл, соединяющий исходные фрагменты в нужной последовательности, генерируется компьютером и при необходимости выводится на магнитную ленту или оптический видеодиск. При невысокой мощности компьютера длительность вывода файла с готовым фильмом может превышать его хронометраж в несколько раз, однако и в этом случае нелинейный монтаж технологичнее линейного, предоставляя профессиональные возможности даже в домашних условиях.
Технология пригодна не только для видеопроизводства, но и для кинематографа. В последнем случае исходные монтажные кадры могут быть как цифровыми копиями отсканированной киноплёнки (Digital Intermediate), так и файлами, созданными цифровой кинокамерой. После создания листа монтажных решений и цветокоррекции исходные ролики объединяются компьютером в общий файл, служащий в качестве мастер-копии, пригодной как для цифрового театрального показа, так и для фотовывода интернегатива для тиражирования фильмокопий на плёнке. В настоящее время такой способ монтажа почти вытеснил классическую «оптическую» технологию кинопроизводства. Это исключает накопление механических повреждений киноплёнки и градационных искажений при многократном контратипировании, а также даёт более широкие возможности цветокоррекции и создания спецэффектов.
Классический линейный монтаж до недавнего времени считался предпочтительным в новостном видеопроизводстве, поскольку не требовал дополнительных затрат времени на оцифровку магнитных лент, обязательную при нелинейном монтаже. С распространением видеокамер с твёрдотельными накопителями, позволяющих загружать исходный материал сразу или осуществлять монтаж непосредственно с носителя, линейный монтаж перешёл в разряд устаревших технологий. На крупных телекомпаниях черновой нелинейный монтаж материала, поступающего на видеосерверы, может проводиться непосредственно журналистами по локальной сети. Созданные ими монтажные решения служат основой при выдаче в эфир чистового материала, смонтированного уже профессиональными монтажёрами. В кинопроизводстве весь контент сохраняется на киностудиях в общем, чаще всего облачном, цифровом хранилище с доступом по высокоскоростной локальной сети. Нелинейный монтаж используется также в современной звукозаписи и радиовещании, если работа ведётся с цифровыми источниками фонограмм. В этом случае в качестве листа монтажных решений выступает плейлист.

## Базовые монтажные правила

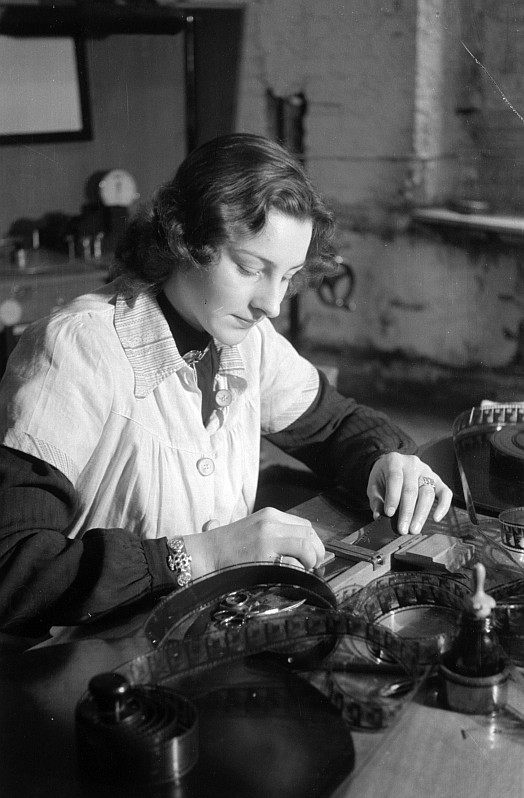
Монтажёр во время работы с киноплёнкой на монтажном столе

Монтаж любого видеоряда подчиняется некоторым законам, выработанным за годы развития кино- и телевизионного производства. Некоторые из этих законов считаются простейшими, но их нарушение приводит к искажённому восприятию происходящего на экране и потере ориентации зрителем. Например, при монтаже кадров, в которых движутся одни и те же персонажи или транспортные средства, направление их движения до и после склейки должно совпадать. Монтажные кадры, на которых объект снят с противоположной стороны и движется в обратном направлении, использовать нельзя. В противном случае у зрителя может возникнуть впечатление, что действия происходят в разных обстоятельствах. Тот же принцип относится к направлению съёмочного освещения, которое должно приблизительно совпадать в соседних кадрах одной сцены. В связи с этим, любая смена точки съёмки должна быть оправдана не только соображениями композиции кадров, но и соответствием логике повествования.
Таким же образом, монтаж диалога двух актёров предполагает, что на крупных планах, где они сняты отдельно друг от друга, их взгляд должен быть направлен в противоположные стороны, а перед лицом должно оставаться свободное пространство. При несоблюдении этого принципа, получившего название «правило 180 градусов» (на профессиональном жаргоне — «восьмёрка»), зритель будет дезориентирован, предполагая, что общение происходит с третьим лицом. Склейка эпизодов одной и той же сцены, снятых с незначительной разницей в крупности плана, также неприемлема, поскольку создаёт ощущение «скачка». Напротив, резкий переход от общего плана к крупному может разрушить ощущение единства места и времени действия. К тому же эффекту приводит резкая смена фона позади персонажей вследствие перемены точки съёмки. В монтируемых кадрах должны повторяться хотя бы некоторые ориентиры, подсказывающие зрителю, что события происходят там же. При несоответствии исходного материала всем этим требованиям принято говорить, что кадры «не монтируются».
Аналогичные правила относятся к монтажу кадров с панорамированием и снятых движущейся камерой. Ещё одним требованием монтажа является поддержание ощущения непрерывности действия, не допускающее пропуска его частей. Например, если в предыдущем кадре человек входит в дверь, то в следующем он должен выходить из неё с другой стороны. Если после склейки он окажется уже сидящим на стуле в комнате, в которую вошёл, это нарушит целостность сцены. Для устранения такого логического скачка необходима вклейка между соседними кадрами смысловой «перебивки», имеющей отношение к обоим монтируемым кадрам. Такие перебивочные планы специально снимаются операторами кинохроники и телевидения для облегчения работы монтажёров.
Необходимость соблюдения перечисленных законов вынуждает прибегать к тщательному предварительному планированию съёмок на стадии создания режиссёрского сценария. При документальной событийной съёмке правила монтажа должны учитываться операторами, которые обязаны представлять себе будущую монтажную последовательность. Нарушение базовых монтажных принципов возможно в альтернативных школах киноискусства, но требует продуманного подхода к решению картины. Так, «правило 180 градусов» намеренно многократно нарушено в фильме Стэнли Кубрика «Сияние», в результате чего создаётся мистическая атмосфера.

## Творческие методы монтажа
Понятие «монтаж» в кинематографе происходит от слова фр. montage, одно из значений которого — «сборка», «соединение». На сегодняшний день известны как минимум три основных направления в подходе к монтажу фильма:
1. Во французском кинематографе соответствует буквальному значению «сборка фильма»;
2. В советском кинематографе 1920-х годов монтаж подразумевает получение нового смысла объединением исходных кадров, этим смыслом не обладающих;
3. В голливудском кинопроизводстве понятие «монтажная последовательность» описывает сжатый пересказ сюжета;

Советский режиссёр Лев Кулешов одним из первых в мире теоретически обосновал значение монтажа в кинематографе. Он считал, что монтаж — наиболее сильная сторона кино среди других видов искусства, присущая только ему, и позднее телевидению. Широко известные эффект и географический эксперимент Кулешова доказывают, что авторы фильма могут заставить зрителя неосознанно прийти к тем выводам, которые заложены в монтаже и даже противоречат изображению в кадре или обстоятельствам съёмки.
Американский режиссёр Дэвид Гриффит был не столько теоретиком киноискусства, сколько сторонником новаторских монтажных методов, и изобрёл параллельный монтаж, когда друг с другом монтируются изображения из совершенно разных мест, повествуя о событиях, происходящих одновременно. Такая техника, использованная Гриффитом, делала его фильмы непохожими ни на одну из современных им кинокартин.
Собственный метод интеллектуального монтажа разработал один из учеников Кулешова Сергей Эйзенштейн, считавший монтаж диалектическим способом создания смысла. Противопоставляя несвязанные друг с другом кадры, он провоцировал зрительские ассоциации, вызванные неожиданностью их сочетания.
Советский кинематографист Всеволод Пудовкин также считал, что возможности монтажа уникальны и свойственны только кинематографу, в то время как все остальные выразительные средства присущи и другим видам искусства: фотографии, театру, литературе и звукорежиссуре. Его метод строящего монтажа предполагает вложение в смонтированную последовательность кадров смысла, которым они первоначально не обладали. Стенли Кубрик заявлял, что любит монтаж больше, чем все остальные стадии кинопроизводства, считая их лишь подготовительными.
Канадец Эдуард Дмитрык перечислял семь правил монтажа, которым должен следовать хороший режиссёр:
1. любая склейка должна быть оправдана;
2. если не уверен, где отрезать монтажный кадр, оставляй запас;
3. заканчивай кадр, по возможности, во время движения;
4. лучше оригинально, чем банально;
5. каждая сцена должна начинаться и заканчиваться продолжением действия;
6. содержательная склейка всегда лучше, чем «подходящая»;
7. вначале — содержание, потом — форма;

Американский звукорежиссёр Уолтер Мёрч выделял шесть критериев выбора места и значения склейки. Они располагаются в порядке убывания значимости:
1. эмоциональный (51 %) — отражает ли склейка настроение аудитории, нужное режиссёру в этот момент?
2. сюжетный (23 %) — выигрывает ли сюжет от склейки?
3. ритмический (10 %) — происходит ли склейка в момент, ритмически «интересный и правильный»?
4. направление взгляда (7 %) — оправдана ли склейка, исходя из положения и перемещения фокуса внимания аудитории в пределах кадра?
5. экранная плоскость (5 %) — отвечает ли склейка правилу 180 градусов?
6. пространство действия (4 %) — отвечает ли склейка пространственным и физическим взаимоотношениям внутри действия?

## Классический и альтернативный монтаж
В современном кинематографе преобладает голливудская школа монтажа, созданная в первой половине XX века, и называемая непрерывным монтажом. Считается, что впервые такой монтаж был применён в короткометражке «Поцелуй в тоннеле» (1899 год). Школа предусматривает временную и пространственную взаимосвязь, придавая выразительность повествованию использованием правила 180 градусов, «адресного» и «обратного» планов.
Советский режиссёр Сергей Эйзенштейн разработал альтернативную технику, получившую название интеллектуальный монтаж . Свои творческие методы применяли при монтаже ранние сюрреалисты и дадаисты, такие как Луи Бунюэль и Рене Клер.
Оба начали экспериментировать в стилистике, впоследствии получившей название «стиль MTV», задолго до его появления.
Кинематографисты французской новой волны, такие как Жан Люк Годар и Франсуа Трюффо, как и их американские оппоненты Энди Уорхол и Джон Кассаветис значительно расширили границы монтажной культуры в 1950-х и 1960-х годах. Фильмы французской новой волны и бессюжетные фильмы 1960-х монтировались в беспорядочном стиле и являли собой полную противоположность традиционной голливудской монтажной этике. Продолжая традиции сюрреализма и дадаизма, монтаж во французской новой волне привлекал к себе внимание нарушением непрерывности действия и использованием скачков изображения на склейках или не относящихся к сюжету монтажных планов.